# دوم هوبرت فان زيلر (كاتب ونحات مصري)
هوبير فان زيلر (المولود عام 1905 والمتوفى في 11 مايو 1984 ) كاتبًا ونحاتًا بندكتيًا ورسام كاريكاتير عمل تحت الاسم الحركي الأخ الكولي (بالانجليزية: Brother Choleric)، واشتهر بكتابته عن المعاناة الإنسانية من منظور كاثوليكي.

## سيرة ذاتية
وُلد فان زيلر في مصر عام 1905، والتحق بدار الرهبان البينديكتية في سن التاسعة عشرة. ثم غادر البينديكتين للانضمام إلى دير كارثوسي، على أمل خوض تجربة فهم أعمق وأكثر كثافة لإيمانه. ثم عاد فيما بعد إلى البينديكتين.  أقام في الدير الجانبي خلال حياته الرهبانية. وعاش دوم هوبرت في سانت والبيرجا في كولورادو بالولايات المتحدة الأمريكية ثم في منزل الأخوات الصغيرات للأيتام في دنفر بولاية كولورادو في السبعينيات حتى عام1983.
ككاتب ونحات ماهر، يمكن رؤية أعمال فان زيلر الفنية في الكنائس في جميع أنحاء بريطانيا والولايات المتحدة. ركزت العديد من أعماله المكتوبة على الاستجابة للمعاناة، بما في ذلك: الإجابة الكاثوليكية وسر المعاناة . كان يعاني من المرض طوال معظم حياته، وحافظ مع ذلك على نظرة متفائلة للعالم. تناقش سيرته الذاتية المنشورة عام 1966، بعنوان قدم واحدة في المهد تجاربه في الخدمة في الدير بالإضافة إلى صداقته الوثيقة مع رونالد نوكس، الذي كرّس لاحقًا أحد كتبه لفان زيلر. كان زيلر رجلًا متدينًا للغاية، وكانت ممتلكاته الوحيدة خلال حياته الرهبانية عبارة عن فرشاة أسنان وآلة كاتبة. أنشأ تحت اسم الأخ الكولي سلسلة من كتب الرسوم المتحركة حول الحياة المنعزلة للراهبات والرهبان.

## اقتباساته
"الآن، يبدأ الأمل بمعرفة أن الحياة ستكون صعبة. أعترف بأن الكمال بدون نعمة يعتبر بعيد المنال أميالاً.. إنه يرى كيف وجود خيبات أمل وإغراءات على طول الخط. لكنها تسير على ما يرام بسبب الإيمان. الشخص القوي في هذا النوع من الأمل ينظر إلى كل ما يأتي - حتى الأخطاء والإخفاقات الجسيمة - على أنها فرصة لا ينبغي تفويتها."
من لغز المعاناة : "يظهر لنا المثال المسيحي في بستان جثسيماني: يطلب ربنا أن تمر الآلام منه، بينما نكون في نفس الوقت على استعداد لتحملها إذا كانت هذه هي إرادة الآب".
من لغز المعاناة : "إن القديسين يتأرجحون بشكل غريزي مثل الآخرين عندما يأتي الصليب، لكنهم لا يسمحون لجفنهم أن ينزعج من وجهات نظرهم".
"كل ما يمكنني قوله هو أنني لو كنت بصحة جيدة طوال حياتي لم أكن لأصلي بشكل جيد، أو أضع نفسي بين يدي الله؛ ولو كان مظهري أفضل من هذا لما كنت أفلتُّ من المواقف التي حصل عليها أصدقائي الأكثر وسامة أنفسهم".
عند مناقشة خوف الناس من الموت مع رونالد نوكس: "يتمسك المرء بالحياة، ولا أستطيع التفكير في السبب. كنت أعتقد أن أي شخص يفضل الجنة عن الحياة". 